# Palau de la Música Catalana
Palau de la Música Catalana, Den katalanska musikens palats, är ett konserthus i Barcelona uppfört 1905–1908 av den katalanska (spanska) arkitekten Lluís Domènech i Montaner. Den är sedan 1997 utsedd till världsarv.

## Historik
Bygget genomfördes under åren 1905 till 1908 och enligt för tiden avancerade lösningar, med laminerade profiler, en bärande central metallstomme med motvikter och gotisk inspirerade valvbågar. Väggar och tak innehåller stora mosaikfönster, och skulptur, och smidesverk har integrerats i konstruktionen. Palau de la Música Catalana var Spaniens första byggnad utan bärande ytterväggar och är utformad enligt tidens modernisme-ideal.
Huset, som restes som ett hem för den regionala kören Orfeó Català, finansierades genom försäljning av abonnemang. Det är beläget i distriktet Sant Pere i Barcelonas gamla stadskärna Ciutat Vella.
Både hyllad för sin prakt och kritiserad för sin usla akustik har byggnaden kommit att bli en av Barcelonas mest uppskattade. Det har dock inte alltid varit så, och i slutet av 1920-talet diskuterades det flitigt om man skulle riva byggnaden på grund av undermålig akustik.
Byggnaden kulturminnesförklarades 1971 och renoverades på 1980-talet (under ledning av Oscar Tusquets). 1997 skrevs den in i Unescos världsarvslista.

## Utformning
Huset inrymmer ett antal olika lokaler. Den största är konsertsalen (Sala de concerts), med totalt 2 049 platser. Dessa är fördelade på parkett och sidobalkong (688), första balkong (321), andra balkong (910), orgelläktaren (82) och privata loger. Snett ovanför scengolvet finns orgeln. I taket ovanför parkett är taket uppbrutet av ett stort droppformat takfönster. Den gula "droppen" symboliserar solen, och glasfönstret i kombination med de stora fönstren gör att dagsljuset får stort tillträde till lokalen.
Konserter kan även arrangeras i Petit Palau ('Lilla Palatset'), invigt 2004 och med 538 platser) samt i Sala d'Assaig del Orfeó Catalá (reparationslokalen för kören, med 120 platser). Både den stora samlingssalen Sala Lluís Millet och den centrala foajén Foyer del Palau utmärks av stora målade fönster och/eller utarbetade valv. Den förstnämnda har namn efter körens grundare.

## Bildgalleri

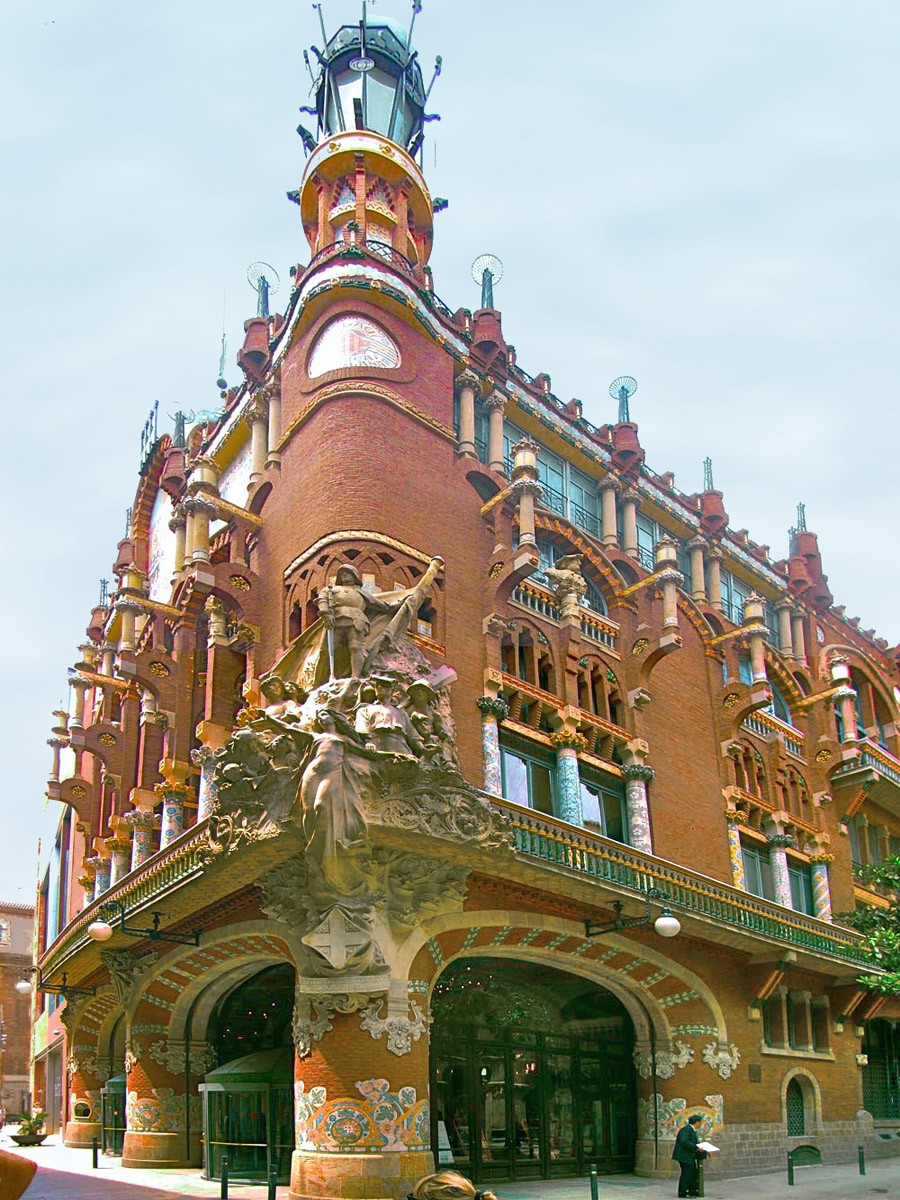
Husets utsida.
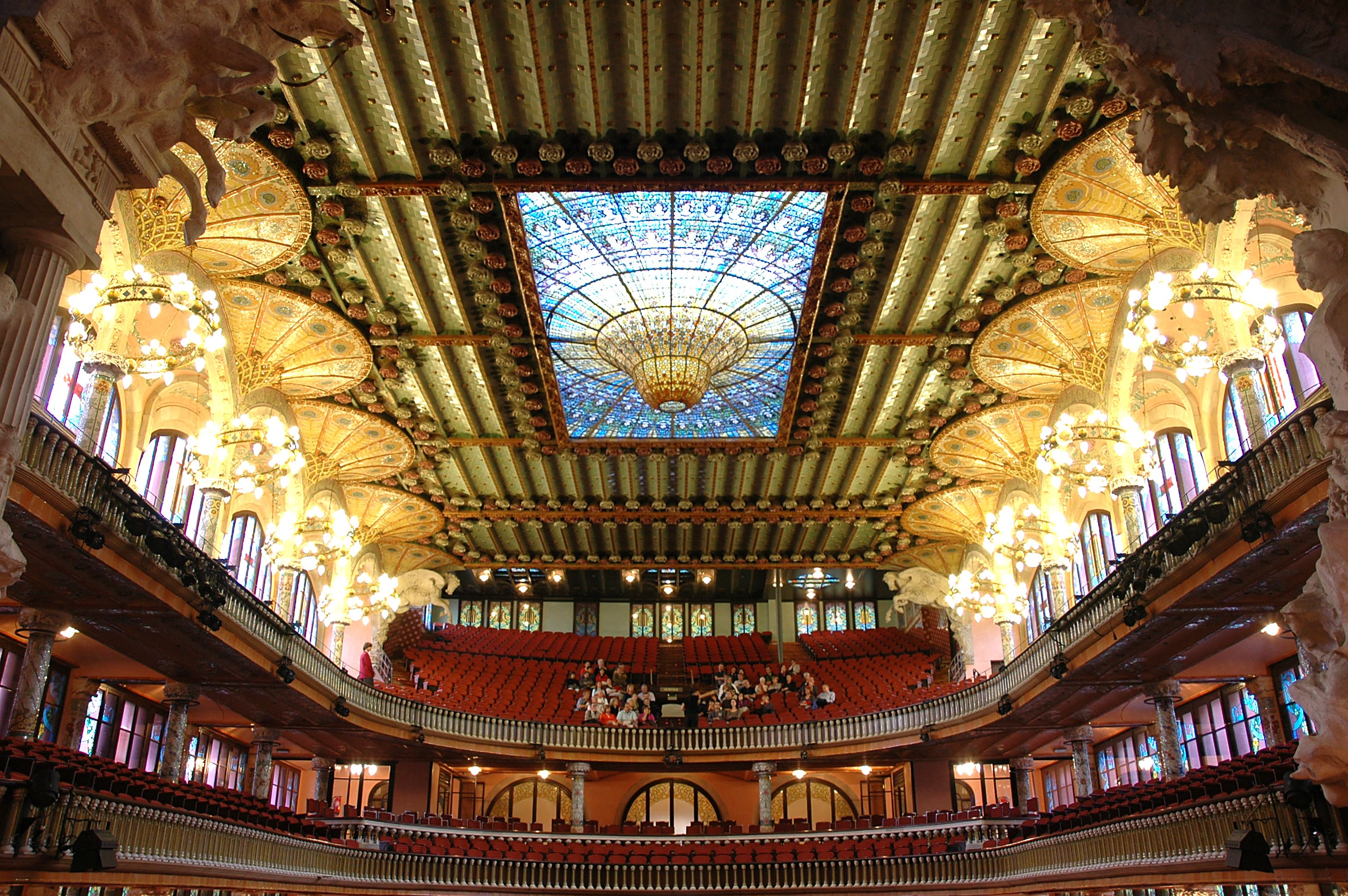
Konsertsalens tak med sitt centrala mosaikfönster.
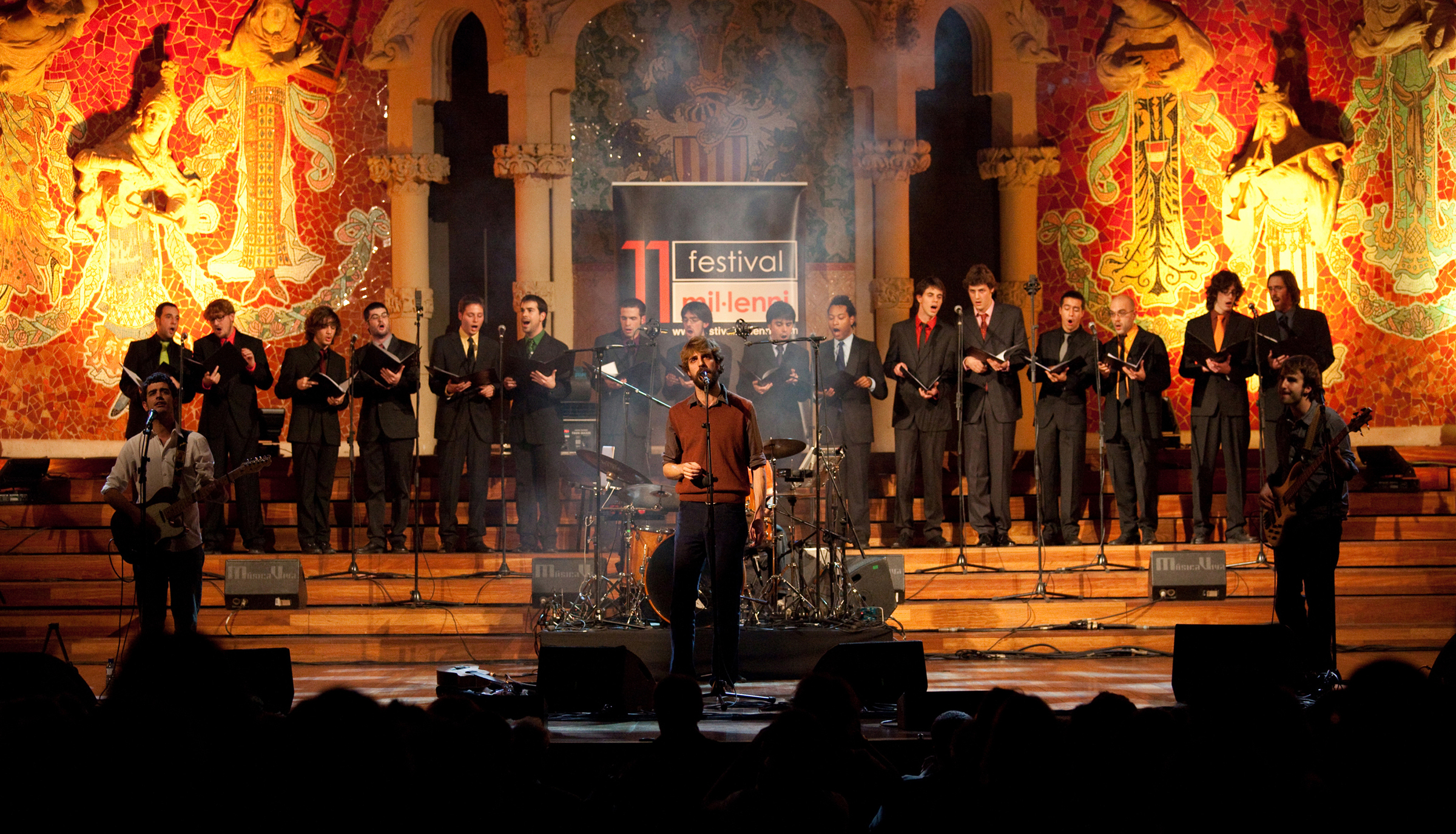
Manel spelar i konsertsalen 2010.
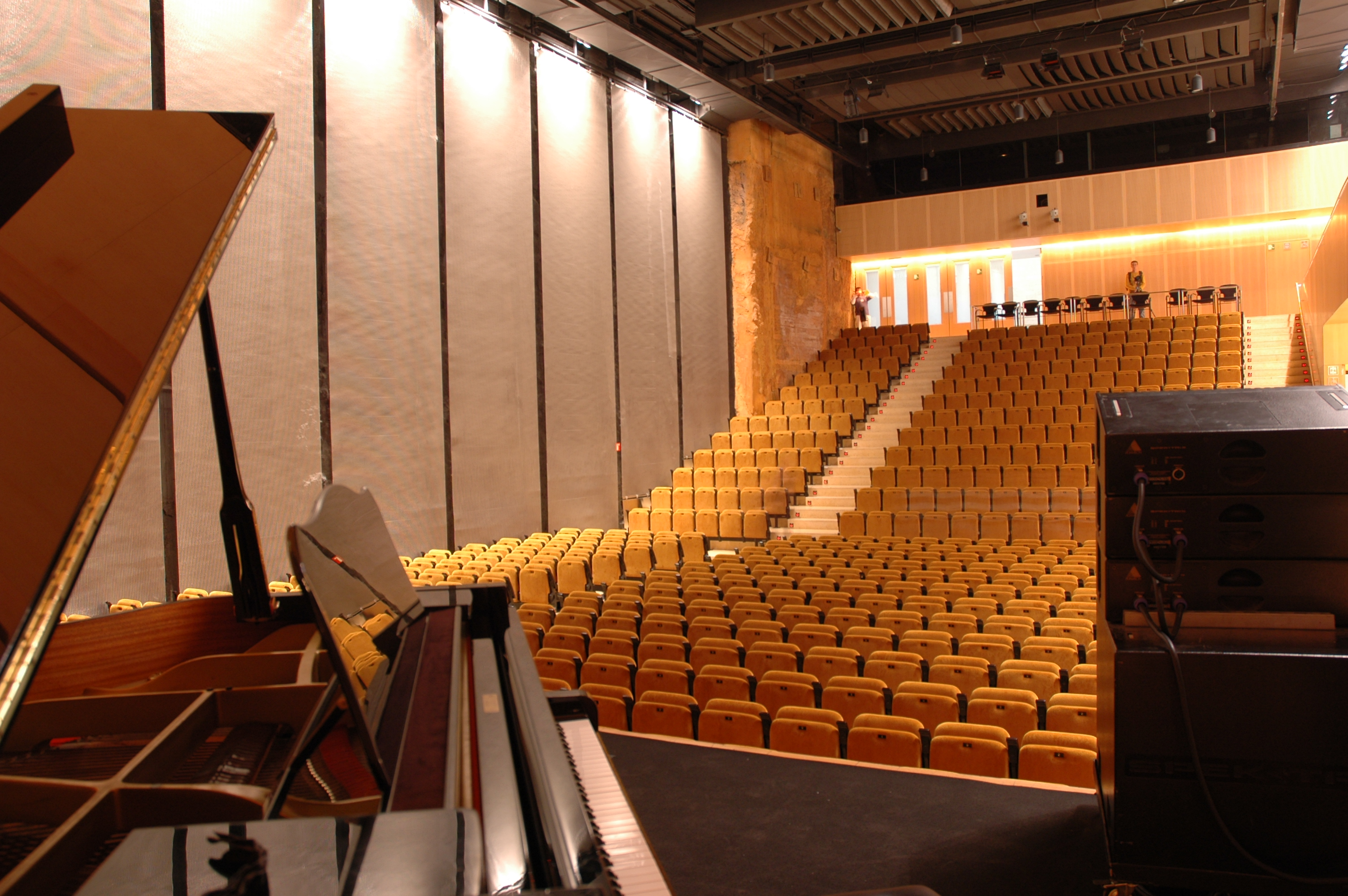
Petit Palau, den mindre konsertsalen.
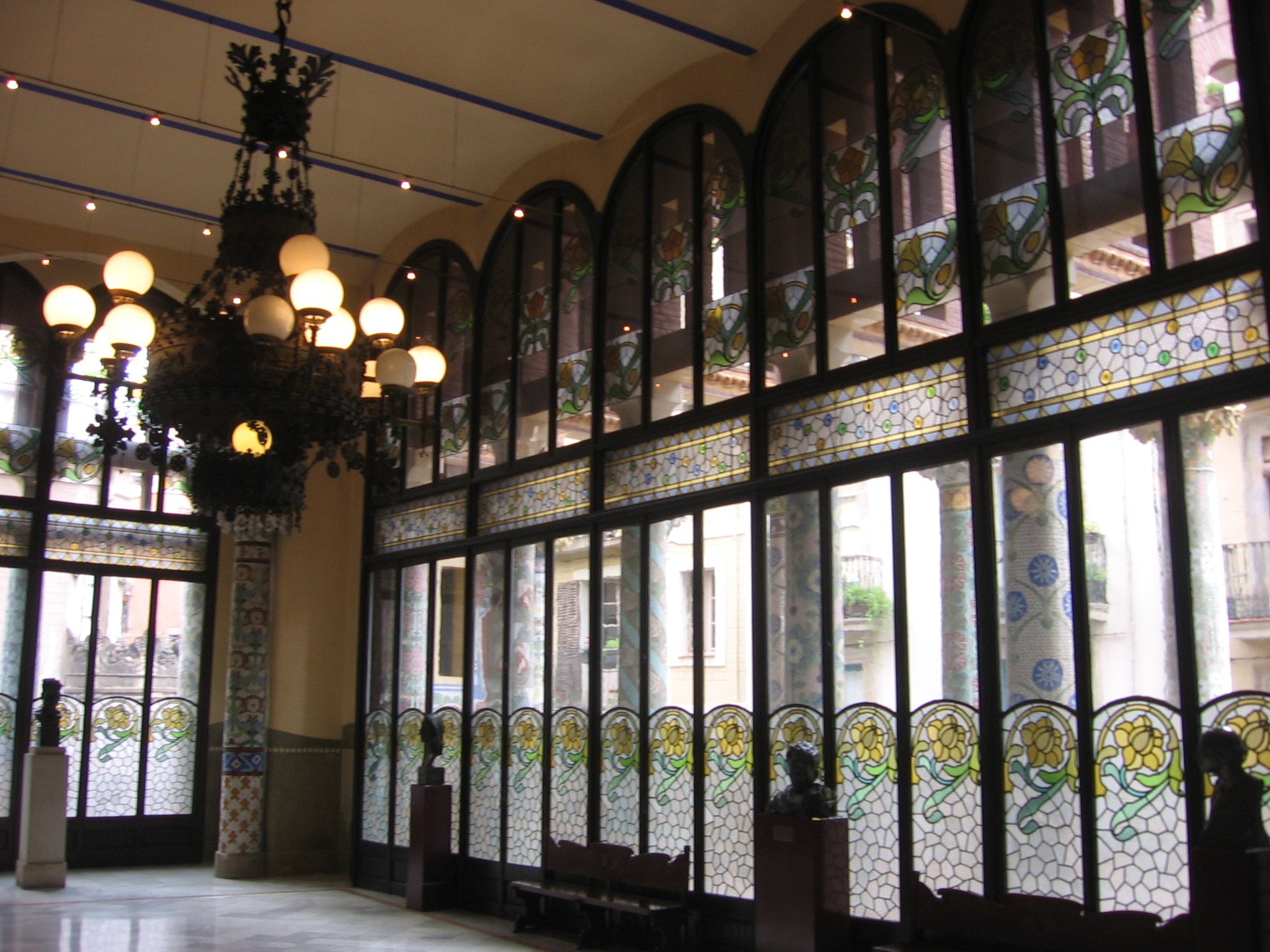
Sala Lluís Millet.
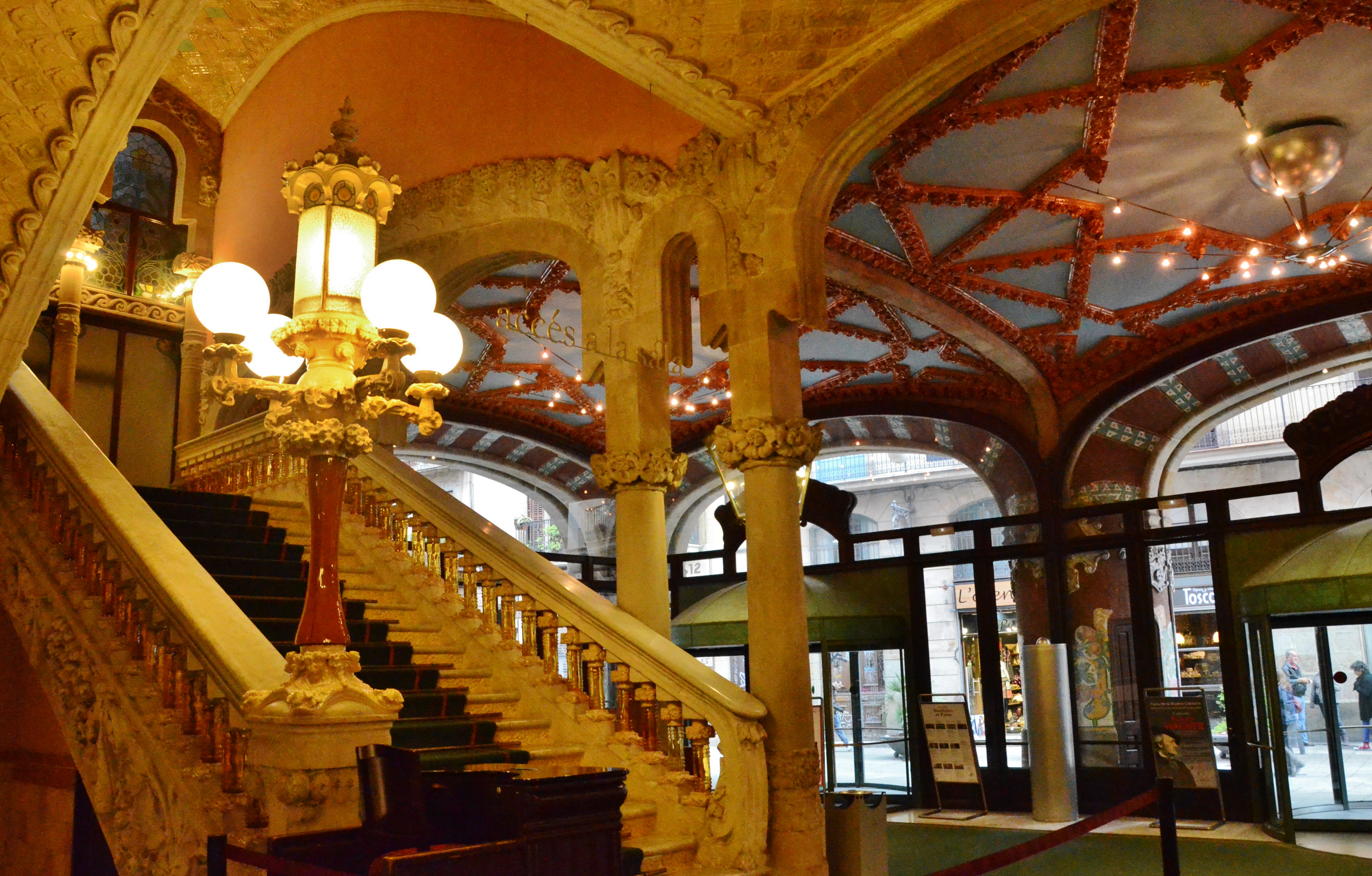
Del av foajén.